# On a Night Like This Tour
On A Night Like This Tour koncertna je turneja od Kylie Minogue koja promovira njen sedmi studijski album Light Years koja je započela u ožujku 2001. godine. Otkrila je detalje svoje turneje na Otvaranju Olimpijskih igara u Sydneyu 2000. godine i na otvaranju Paraolimpijskih igara malo kasnije. Turneja je postala njena najbrže prodavana turneja u karijeri kad su u prosincu karte puštene u prodaju, i kad su se rasprodale desetine njenih koncerata, ona je uspjela da dokaže da je jedna od najstabilnijih live izvođača. Turneja je započela loše, njen prvi koncert u Dublinu koji je trebao biti održan 1. ožujka otkazan jer su zbog nevremena zrakoplovna putovanja te zemlje bila otkazana.
Minogue je bila inspirirana stilom Broadwayskih showova poput mjuzikla 42nd Street i filmova poput Anchors Aweigh, South Pacific i mjuzikla od Freda Astaira i Ginger Rogers 1930-tih godina. Opisujući Bette Midler kao "heroinu", također je uključila malo elemenata njenih nastupa. Koreografiju i režiju koncerata vodila je Luca Tommassini koja je osmislila crne zastore kao palubu putničkog oceanskog broda, Art Deco New York City nebo i unutrašnjost svemirskog broda.  Minogue je pohvaljena zbog novog materijala i njenih reinterpretacija nekih svojih najvećih uspjeha, od "I Should Be So Lucky" do "Better the Devil You Know" u stil 1940-tih.

## Red izvođenja
1. "Love Boat"
2. "Kookachoo"
3. "Hand on Your Heart"
4. "Put Yourself in My Place"
5. "On a Night Like This"
6. Medley:
  1. "Step Back in Time"
  2. "Never Too Late"
  3. "Wouldn't Change a Thing"
  4. "Turn It into Love"
  5. "Celebration"
7. "Can't Get You Out of My Head"
8. "Your Disco Needs You"
9. "I Should Be So Lucky"
10. "Better the Devil You Know"
11. "So Now Goodbye"
12. "Physical"
13. "Butterfly"
14. "Confide in Me"
15. "Did It Again"*
16. "Kids"
17. "Shocked"
18. "Light Years"
19. "What Do I Have to Do?"
20. "Spinning Around"

*Jedino je izvedena na koncertu u Brisbanu i na jednom od ranih koncerta u Sydneyu.

## Datumi koncerata
| Datum             | Grad        | Država                 | Stadijun                         |
| ----------------- | ----------- | ---------------------- | -------------------------------- |
| Europa            |             |                        |                                  |
| 1. ožujka 2001.   | Dublin      | Irska                  | The Point                        |
| 3. ožujka 2001.   | Glasgow     | Ujedinjeno Kraljevstvo | The Armadillo                    |
| 4. ožujka 2001.   | Glasgow     | Ujedinjeno Kraljevstvo | The Armadillo                    |
| 5. ožujka 2001.   | Glasgow     | Ujedinjeno Kraljevstvo | The Armadillo                    |
| 7. ožujka 2001.   | Manchester  | Ujedinjeno Kraljevstvo | Manchester Apollo                |
| 8. ožujka 2001.   | Manchester  | Ujedinjeno Kraljevstvo | Manchester Apollo                |
| 9. ožujka 2001.   | Manchester  | Ujedinjeno Kraljevstvo | Manchester Apollo                |
| 10. ožujka 2001.  | Manchester  | Ujedinjeno Kraljevstvo | Manchester Apollo                |
| 12. ožujka 2001.  | Brighton    | Ujedinjeno Kraljevstvo | Brighton Centre                  |
| 13. ožujka 2001.  | Brighton    | Ujedinjeno Kraljevstvo | Brighton Centre                  |
| 14. ožujka 2001.  | Cardiff     | Ujedinjeno Kraljevstvo | Cardiff International Arena      |
| 15. ožujka 2001.  | Bournemouth | Ujedinjeno Kraljevstvo | Bournemouth International Centre |
| 17. ožujka 2001.  | London      | Ujedinjeno Kraljevstvo | Hammersmith Apollo               |
| 18. ožujka 2001.  | London      | Ujedinjeno Kraljevstvo | Hammersmith Apollo               |
| 19. ožujka 2001.  | London      | Ujedinjeno Kraljevstvo | Hammersmith Apollo               |
| 20. ožujka 2001.  | London      | Ujedinjeno Kraljevstvo | Hammersmith Apollo               |
| 23. ožujka 2001.  | Kopenhagen  | Danska                 | Vega                             |
| 25. ožujka 2001.  | Berlin      | Njemačka               | Columbia Halle                   |
| 26. ožujka 2001.  | Hamburg     | Njemačka               | Große Freiheit 36                |
| 27. ožujka 2001.  | Köln        | Njemačka               | E-Werk                           |
| 28. ožujka 2001.  | Pariz       | Francuska              | Bataclan                         |
| Australija        |             |                        |                                  |
| 14. travnja 2001. | Brisbane    | Australija             | Brisbane Entertainment Centre    |
| 16. travnja 2001. | Sydney      | Australija             | Sydney Entertainment Centre      |
| 17. travnja 2001. | Sydney      | Australija             | Sydney Entertainment Centre      |
| 18. travnja 2001. | Sydney      | Australija             | Sydney Entertainment Centre      |
| 19. travnja 2001. | Sydney      | Australija             | Sydney Entertainment Centre      |
| 21. travnja 2001. | Hobart      | Australija             | Derwent Centre                   |
| 23. travnja 2001. | Melbourne   | Australija             | Rod Laver Arena                  |
| 24. travnja 2001. | Melbourne   | Australija             | Rod Laver Arena                  |
| 25. travnja 2001. | Adelaide    | Australija             | Adelaide Entertainment Centre    |
| 26. travnja 2001. | Adelaide    | Australija             | Adelaide Entertainment Centre    |
| 28. travnja 2001. | Perth       | Australija             | Perth Entertainment Centre]      |
| 30. travnja 2001. | Perth       | Australija             | Perth Entertainment Centre]      |
| 3. svibnja 2001.  | Melbourne   | Australija             | Rod Laver Arena                  |
| 5. svibnja 2001.  | Melbourne   | Australija             | Rod Laver Arena                  |
| 6. svibnja 2001.  | Melbourne   | Australija             | Rod Laver Arena                  |
| 7. svibnja 2001.  | Melbourne   | Australija             | Rod Laver Arena                  |
| 9. svibnja 2001.  | Sydney      | Australija             | Sydney Entertainment Centre      |
| 10. svibnja 2001. | Sydney      | Australija             | Sydney Entertainment Centre      |
| 11. svibnja 2001. | Sydney      | Australija             | Sydney Entertainment Centre      |
| 12. svibnja 2001. | Sydney      | Australija             | Sydney Entertainment Centre      |
| 13. svibnja 2001. | Sydney      | Australija             | Sydney Entertainment Centre      |
| 14. svibnja 2001. | Sydney      | Australija             | Sydney Entertainment Centre      |
| 15. svibnja 2001. | Sydney      | Australija             | Sydney Entertainment Centre      |

## Impresum
Producenti: Darenote Ltd., Kimberly Ltd. i Tarcoola Touring Company Ltd

Showgirl: Kylie Minogue

Menadžment: Terry Blamey

Kreativni direktor: Willian Baker

Direktor koreografije: Luca Tommassini

Pomoćni koreograf: Germana Bonaparte

Menadžer turneje: Sean Fitzpatrick

Menadžer produkcije: Steve Martin

Glazbeni direktor: Andrew Small

Glazbeni producent: Steve Anderson

Asistent: Leanne Woolrich

Ormar: Julien McDonald i Pamela Blundell

Odjeća: William Baker

Cipele: Manolo Blahnik

### Prateći sastav
Bubnjevi: Andrew Small

Doba: James Mack

Klavijature: Steve Turner

Gitara: James Hayto

Bas: Chris Brown

Pozadinski vokali: Lurine Cati i Sherina White

Plesači: Milena Mancini, Federica Catalano, Veronica Peparini, Tony Bongiorno, Paolo Sabatini, Ginaluca Frezzato, Christian Scionte i Germana Bonaparte

## Snimke i izdanja
Minoguein nastup 11. svibnja 2001. godine u Sydneyu snimljen je za DVD koji je nazvan Live in Sydney. DVD je objavljen 1. listopada 2001. godine u Ujedinjenom Kraljevstvu i 15. listopada 2001. godine u Australiji.
DVD prikazuje ekskluzivne snimke događaja iza pozornice koncerta, uključujući pogled u odjevnu sobu plesača i šaljivi dio koji je Kylie odglumila tijekom koncerta nazvan 'Will Kylie Crack.'

## Vanjske poveznice
- Chez Kylie - Concerts - 2001 - On a night like this tour  Arhivirana inačica izvorne stranice od 24. lipnja 2008. (Wayback Machine)
- "2001 On A Night Like This Tour"  Arhivirana inačica izvorne stranice od 20. rujna 2008. (Wayback Machine)
- Kylie Minogue notable Tours-Part 3-On A Night Like This Tour - Kylie Live In Sydney  Arhivirana inačica izvorne stranice od 18. ožujka 2015. (Wayback Machine)
- On A Night Like This Tour 2001  Arhivirana inačica izvorne stranice od 4. svibnja 2010. (Wayback Machine)
- ON A NIGHT LIKE THIS 2001  Arhivirana inačica izvorne stranice od 13. veljače 2008. (Wayback Machine)
- On A Night Like This Tour 2001  Arhivirana inačica izvorne stranice od 16. prosinca 2009. (Wayback Machine)
- DVD.net: Kylie-Live in Sydney  Arhivirana inačica izvorne stranice od 10. studenoga 2009. (Wayback Machine)